# Cussey-sur-l'Ognon
Cussey-sur-l'Ognon è un comune francese di 948 abitanti situato nel dipartimento del Doubs nella regione della Borgogna-Franca Contea.

## Società

### Evoluzione demografica
Abitanti censiti